# Veronica densifolia
Veronica densifolia är en grobladsväxtart som beskrevs av Ferdinand von Mueller. Veronica densifolia ingår i släktet veronikor, och familjen grobladsväxter. Inga underarter finns listade i Catalogue of Life.